# میک وینتر
میک وینتر (انگلیسی: Mick Vinter; ۲۳ مهٔ ۱۹۵۴ – ۲۰ ژانویهٔ ۲۰۲۰) بازیکن فوتبال اهل بریتانیا بود.
از باشگاه‌هایی که در آن بازی کرده‌است می‌توان به باشگاه فوتبال نیوپورت کانتی اشاره کرد.